# Quantifications canoniques
 (février 2021).
La mise en forme du texte ne suit pas les recommandations de Wikipédia : il faut le « wikifier ».
Les points d'amélioration suivants sont les cas les plus fréquents. Le détail des points à revoir est peut-être précisé sur la page de discussion.
- Les titres sont pré-formatés par le logiciel. Ils ne sont ni en capitales, ni en gras.
- Le texte ne doit pas être écrit en capitales (les noms de famille non plus), ni en gras, ni en italique, ni en « petit »…
- Le gras n'est utilisé que pour surligner le titre de l'article dans l'introduction, une seule fois.
- L'italique est rarement utilisé : mots en langue étrangère, titres d'œuvres, noms de bateaux, etc.
- Les citations ne sont pas en italique mais en corps de texte normal. Elles sont entourées par des guillemets français : « et ».
- Les listes à puces sont à éviter, des paragraphes rédigés étant largement préférés. Les tableaux sont à réserver à la présentation de données structurées (résultats, etc.).
- Les appels de note de bas de page (petits chiffres en exposant, introduits par l'outil «  Source ») sont à placer entre la fin de phrase et le point final[comme ça].
- Les liens internes (vers d'autres articles de Wikipédia) sont à choisir avec parcimonie. Créez des liens vers des articles approfondissant le sujet. Les termes génériques sans rapport avec le sujet sont à éviter, ainsi que les répétitions de liens vers un même terme.
- Les liens externes sont à placer uniquement dans une section « Liens externes », à la fin de l'article. Ces liens sont à choisir avec parcimonie suivant les règles définies. Si un lien sert de source à l'article, son insertion dans le texte est à faire par les notes de bas de page.
- La présentation des références doit suivre les conventions bibliographiques. Il est recommandé d'utiliser les modèles {{Ouvrage}}, {{Chapitre}}, {{Article}}, {{Lien web}} et/ou {{Bibliographie}}. Le mode d'édition visuel peut mettre en forme automatiquement les références.
- Insérer une infobox (cadre d'informations à droite) n'est pas obligatoire pour parachever la mise en page.

Pour une aide détaillée, merci de consulter Aide:Wikification.
Si vous pensez que ces points ont été résolus, vous pouvez retirer ce bandeau et améliorer la mise en forme d'un autre article.
En physique, la quantification canonique est une procédure pour quantifier une théorie classique, tout en essayant de préserver au maximum la structure formelle, comme les symétries, de la théorie classique.
Historiquement, ce n'était pas tout à fait la voie de Werner Heisenberg pour obtenir la mécanique quantique, mais Paul Dirac l'a introduite dans sa thèse de doctorat de 1926, la «méthode de l'analogie classique» pour la quantification, et l'a détaillée dans son texte classique. Le mot canonique provient de l'approche hamiltonienne de la mécanique classique, dans laquelle la dynamique d'un système est générée via des crochets de Poisson canoniques, une structure qui n'est que partiellement préservée dans la quantification canonique.
Cette méthode a ensuite été utilisée dans le contexte de la théorie quantique des champs par Paul Dirac, dans sa construction de l'électrodynamique quantique. Dans le contexte de la théorie des champs, elle est également appelée deuxième quantification, contrairement à la première quantification semi-classique pour les particules uniques.

## Histoire
Lors de son développement, la physique quantique ne traitait que de la quantification du mouvement des particules, laissant le champ électromagnétique classique, d'où le nom de mécanique quantique.
Plus tard, le champ électromagnétique a également été quantifié, et même les particules elles-mêmes sont devenues représentées par des champs quantifiés, ce qui a conduit au développement de l'électrodynamique quantique (QED) et de la théorie des champs quantiques en général. Ainsi, par convention, la forme originale de la mécanique quantique des particules est désignée comme première quantification, tandis que la théorie quantique des champs est formulée dans le langage de la seconde quantification .

## Première quantification

### Systèmes à particules uniques
L'exposition suivante est basée sur le traité de Dirac sur la mécanique quantique. Dans la mécanique classique d'une particule, il existe des variables dynamiques qui sont appelées coordonnées (x) et moment (p). Celles-ci spécifient l'état d'un système classique. La structure canonique (également connue sous le nom de structure symplectique) de la mécanique classique se compose de crochets de Poisson englobant ces variables, telles que 
toutes les transformations de variables qui conservent ces parenthèses sont autorisées comme des transformations canoniques en mécanique classique. Le mouvement lui-même est une telle transformation canonique.
En revanche, en mécanique quantique, toutes les caractéristiques significatives d'une particule sont contenues dans un état {\displaystyle |\psi \rangle } appelé un état quantique. Les observables sont représentés par des opérateurs agissant sur un espace de Hilbert de tels états quantiques.
La valeur propre d'un opérateur agissant sur l'un de ses états propres représente la valeur d'une mesure sur la particule ainsi représentée. Par exemple, l'énergie est lue par l'opérateur hamiltonien {\displaystyle {\hat {H}}} agir sur un état {\displaystyle |\psi _{n}\rangle }, cédant
{\displaystyle {\hat {H}}|\psi _{n}\rangle =E_{n}|\psi _{n}\rangle } ,
où En est l'énergie caractéristique associée à cet état propre {\displaystyle |\psi _{n}\rangle }.
Tout état pourrait être représenté comme une combinaison linéaire d'états propres d'énergie; par exemple,
{\displaystyle |\psi \rangle =\sum _{n=0}^{\infty }a_{n}|\psi _{n}\rangle },
Où an sont des coefficients constants.
Comme en mécanique classique, tous les opérateurs dynamiques peuvent être représentés par des fonctions de position et d'impulsion, respectivement {\displaystyle {\hat {X}}} et {\displaystyle {\hat {P}}}. La connexion entre cette représentation et la représentation de fonction d'onde plus habituelle est donnée par l'état propre de l'opérateur de position {\displaystyle {\hat {X}}} représentant une particule en position {\displaystyle x}, qui est désigné par un élément {\displaystyle |x\rangle } dans l'espace de Hilbert, et qui satisfait {\displaystyle {\hat {X}}|x\rangle =x|x\rangle } . Donc, {\displaystyle \psi (x)=\langle x|\psi \rangle } .
De même, les états propres {\displaystyle |p\rangle } de l'opérateur momentum {\displaystyle {\hat {P}}} spécifient la représentation de la dynamique : {\displaystyle \psi (p)=\langle p|\psi \rangle } .
La relation centrale entre ces opérateurs est un analogue quantique du crochet de Poisson ci-dessus de la mécanique classique, la relation de commutation canonique ,
{\displaystyle [{\hat {X}},{\hat {P}}]={\hat {X}}{\hat {P}}-{\hat {P}}{\hat {X}}=i\hbar } .
Cette relation encode (et conduit formellement) le principe d'incertitude, sous la forme Δx Δp ≥ ħ/2 . Cette structure algébrique peut donc être considérée comme l'analogue quantique de la structure canonique de la mécanique classique.

### Systèmes à plusieurs particules
Lorsqu'on se tourne vers des systèmes à N particules, c'est-à-dire des systèmes contenant N particules identiques (particules caractérisées par les mêmes nombres quantiques tels que la masse, la charge et le spin ), il est nécessaire d'étendre la fonction d'état d'une seule particule {\displaystyle \psi (\mathbf {r} )} à la fonction d'état de N particules {\displaystyle \psi (\mathbf {r} _{1},\mathbf {r} _{2},...,\mathbf {r} _{N})} . Une différence fondamentale entre la mécanique classique et quantique concerne le concept d'indiscernabilité de particules identiques. Seules deux espèces de particules sont ainsi possibles en physique quantique, les dits bosons et les fermions qui obéissent aux règles:
{\displaystyle \psi (\mathbf {r} _{1},...,\mathbf {r} _{j},...,\mathbf {r} _{k},...,\mathbf {r_{N}} )=+\psi (\mathbf {r} _{1},...,\mathbf {r} _{k},...,\mathbf {r} _{j},...,\mathbf {r} _{N})} (bosons),
{\displaystyle \psi (\mathbf {r} _{1},...,\mathbf {r} _{j},...,\mathbf {r} _{k},...,\mathbf {r_{N}} )=-\psi (\mathbf {r} _{1},...,\mathbf {r} _{k},...,\mathbf {r} _{j},...,\mathbf {r} _{N})} (fermions).
Où nous avons échangé deux coordonnées {\displaystyle (\mathbf {r} _{j},\mathbf {r} _{k})} de la fonction étatique. La fonction d'onde habituelle est obtenue en utilisant le déterminant de Slater et la théorie des particules identiques. En utilisant cette base, il est possible de résoudre divers problèmes à plusieurs particules.

## Problèmes et limites

### Crochets classiques et quantiques
Le livre de Dirac  détaille sa règle populaire de remplacer les crochets de Poisson par des commutateurs :
{\displaystyle \{A,B\}\longmapsto {\tfrac {1}{i\hbar }}[{\hat {A}},{\hat {B}}]~.}
On pourrait interpréter cette proposition comme disant que nous devrions rechercher une "carte de quantification", {\displaystyle Q} cartographiant une fonction {\displaystyle f} sur l'espace des phases classique à un opérateur {\displaystyle Q_{f}} sur l'espace quantique de Hilbert tel que
{\displaystyle Q_{\{f,g\}}={\frac {1}{i\hbar }}[Q_{f},Q_{g}]}
On sait maintenant qu'il n'existe aucune carte de quantification raisonnable satisfaisant exactement l'identité ci-dessus pour toutes les fonctions {\displaystyle f} et {\displaystyle g} .

### Théorème de Groenewold
Une version concrète de la revendication d'impossibilité ci-dessus est le théorème de Groenewold (d'après le physicien théoricien néerlandais Hilbrand J. Groenewold), que nous décrivons pour un système avec un degré de liberté pour la simplicité. Acceptons les "règles de base" suivantes pour la carte {\displaystyle Q} . Premièrement, {\displaystyle Q} doit envoyer la fonction constante 1 à l'opérateur d'identité. Deuxièmement, {\displaystyle Q} devrait prendre {\displaystyle x} et {\displaystyle p} aux opérateurs de position et d'un opérateur momentum {\displaystyle X} et {\displaystyle P} . Troisièmement, {\displaystyle Q} devrait prendre un polynôme dans {\displaystyle x} et {\displaystyle p} à un "polynôme" dans {\displaystyle X} et {\displaystyle P}, c'est-à-dire une combinaison linéaire finie de produits de {\displaystyle X} et {\displaystyle P}, qui peuvent être prises dans n'importe quel ordre souhaité. Dans sa forme la plus simple, le théorème de Groenewold dit qu'il n'y a pas de carte satisfaisant les règles de base ci-dessus et aussi la condition de crochet
{\displaystyle Q_{\{f,g\}}={\frac {1}{i\hbar }}[Q_{f},Q_{g}]}
Pour tous les polynômes {\displaystyle f} et {\displaystyle g} .
En fait, l'inexistence d'une telle carte se produit déjà au moment où nous atteignons des polynômes de degré quatre. Notez que le crochet de Poisson de deux polynômes de degré quatre a le degré six, il n'est donc pas vraiment logique d'exiger une application sur des polynômes de degré quatre pour respecter la condition de crochet. Nous pouvons cependant exiger que la condition entre parenthèses soit maintenue {\displaystyle f} et {\displaystyle g} avoir le troisième degré. Le théorème de Groenewold  peut être énoncé comme suit:
Théorème : il n'y a pas de carte de quantification {\displaystyle Q} (suivant les règles de base ci-dessus) sur les polynômes de degré inférieur ou égal à quatre qui satisfait
{\displaystyle \quad Q_{\{f,g\}}={\frac {1}{i\hbar }}[Q_{f},Q_{g}]}
n'importe quand {\displaystyle f} et {\displaystyle g} ont un degré inférieur ou égal à trois. (Notez que dans ce cas, {\displaystyle \{f,g\}} a un degré inférieur ou égal à quatre. )
La preuve peut être esquissée comme suit,. Supposons que nous essayions d'abord de trouver une carte de quantification sur des polynômes de degré inférieur ou égal à trois satisfaisant la condition de parenthèse chaque fois que {\displaystyle f} a un degré inférieur ou égal à deux et {\displaystyle g} a un degré inférieur ou égal à deux. Ensuite, il y a précisément une telle carte, et c'est la quantification de Weyl . Le résultat de l'impossibilité est maintenant obtenu en écrivant le même polynôme de degré quatre comme un crochet de Poisson de polynômes de degré trois de deux manières différentes. Plus précisément, nous avons
{\displaystyle x^{2}p^{2}={\frac {1}{9}}\{x^{3},p^{3}\}={\frac {1}{3}}\{x^{2}p,xp^{2}\}}
D'autre part, nous avons déjà vu que s'il doit y avoir une carte de quantification sur des polynômes de degré trois, ce doit être la quantification de Weyl; c'est-à-dire que nous avons déjà déterminé la seule quantification possible de tous les polynômes cubiques ci-dessus.
L'argument se termine en calculant par force brute que
{\displaystyle {\frac {1}{9}}[Q(x^{3}),Q(p^{3})]}
ne coïncide pas avec
{\displaystyle {\frac {1}{3}}[Q(x^{2}p),Q(xp^{2})]}.
Ainsi, nous avons deux exigences incompatibles pour la valeur de {\displaystyle Q(x^{2}p^{2})} .

### Axiomes pour la quantification
Si Q représente la carte de quantification qui agit sur les fonctions f dans l'espace des phases classique, alors les propriétés suivantes sont généralement considérées comme souhaitables :
1. {\displaystyle Q_{x}\psi =x\psi } et {\displaystyle Q_{p}\psi =-i\hbar \partial _{x}\psi ~~} (opérateurs élémentaires de position / momentum)
2. {\displaystyle f\longmapsto Q_{f}~~} est une carte linéaire
3. {\displaystyle [Q_{f},Q_{g}]=i\hbar Q_{\{f,g\}}~~} (Crochet de Poisson)
4. {\displaystyle Q_{g\circ f}=g(Q_{f})~~} (Règle de von Neumann).

Cependant, non seulement ces quatre propriétés sont incompatibles entre elles, mais trois d'entre elles sont également incompatibles ! En fait, les seules paires de ces propriétés qui conduisent à des solutions auto-cohérentes et non triviales sont 2 & 3, et éventuellement 1 & 3 ou 1 & 4. L'acceptation des propriétés 1 et 2, ainsi qu'une condition plus faible que 3 ne soit vraie qu’asymptotiquement dans la limite ħ→0 (voir crochet Moyal), conduit à une quantification de la déformation, et certaines informations superflues doivent être fournies, comme dans les théories standard utilisées dans la plupart de la physique. Accepter les propriétés 1 & 2 & 3 mais restreindre l'espace des observables quantifiables pour exclure des termes tels que les cubiques dans l'exemple ci-dessus revient à une quantification géométrique.

## Deuxième quantification: théorie des champs
La mécanique quantique a réussi à décrire des systèmes non relativistes avec un nombre fixe de particules, mais un nouveau cadre était nécessaire pour décrire les systèmes dans lesquels les particules peuvent être créées ou détruites, par exemple le champ électromagnétique, considéré comme une collection de photons. On s'est finalement rendu compte que la relativité restreinte était incompatible avec la mécanique quantique à particule unique, de sorte que toutes les particules sont maintenant décrites de manière relativiste par des champs quantiques.
Lorsque la procédure de quantification canonique est appliquée à un champ, tel que le champ électromagnétique, les variables de champ classiques deviennent des opérateurs quantiques. Ainsi, les modes normaux comprenant l'amplitude du champ deviennent quantifiés, et les quanta sont identifiés avec des particules individuelles ou des excitations. Par exemple, les quanta du champ électromagnétique sont identifiés avec des photons. Contrairement à la première quantification, la deuxième quantification conventionnelle est totalement sans ambiguïté, en fait un foncteur.
Historiquement, la quantification de la théorie classique d'une seule particule a donné lieu à une fonction d'onde. Les équations classiques du mouvement d'un champ sont généralement de forme identique aux équations (quantiques) pour la fonction d'onde de l'un de ses quanta. Par exemple, l'équation de Klein – Gordon est l'équation classique du mouvement pour un champ scalaire libre, mais aussi l'équation quantique pour une fonction d'onde de particule scalaire. Cela signifiait que quantifier un champ semblait être similaire à la quantification d'une théorie déjà quantifiée, ce qui a conduit au terme fantaisiste de seconde quantification dans la littérature ancienne, qui est toujours utilisé pour décrire la quantification de champ, même si l'interprétation moderne détaillée est différente.
Un inconvénient de la quantification canonique pour un champ relativiste est qu'en s'appuyant sur l'hamiltonien pour déterminer la dépendance temporelle, l'invariance relativiste n'est plus manifeste. Il faut donc vérifier que l'invariance relativiste n'est pas perdue. Alternativement, l'approche intégrale de Feynman est disponible pour quantifier les champs relativistes, et est manifestement invariante. Pour les théories des champs non relativistes, telles que celles utilisées en physique de la matière condensée, l'invariance de Lorentz n'est pas un problème.

### Opérateurs de terrain
Mécaniquement quantique, les variables d'un champ (comme l'amplitude du champ en un point donné) sont représentées par des opérateurs sur un espace de Hilbert. En général, toutes les observables sont construites comme des opérateurs sur l'espace de Hilbert, et l'évolution temporelle des opérateurs est régie par l'Hamiltonien, qui doit être un opérateur positif. Un état {\displaystyle |0\rangle } anéanti par l'hamiltonien doit être identifié comme l'état de vide, qui est à la base de la construction de tous les autres états. Dans une théorie de champ sans interaction (libre), le vide est normalement identifié comme un état contenant zéro particule. Dans une théorie avec des particules en interaction, l'identification du vide est plus subtile, en raison de la polarisation du vide, ce qui implique que le vide physique dans la théorie quantique des champs n'est jamais vraiment vide. Pour plus de détails, voir les articles sur le vide mécanique quantique et le vide de la chromodynamique quantique. Les détails de la quantification canonique dépendent du champ en cours de quantification et du fait qu'il soit libre ou en interaction.

#### Champ scalaire réel
Une théorie des champs scalaires fournit un bon exemple de la procédure de quantification canonique. Classiquement, un champ scalaire est une collection d'une infinité de modes normaux d'oscillateur. Il suffit de considérer un espace-temps 1 + 1 dimensionnel {\displaystyle \mathbb {R} \times S_{1},} dans lequel la direction spatiale est compactée en un cercle de circonférence 2 π, rendant les moments discrets.
La densité lagrangienne classique décrit une infinité d'oscillateurs harmoniques couplés, étiquetés par x qui est maintenant une étiquette, et non la variable dynamique de déplacement à quantifier, désignée par le champ classique φ ,
{\displaystyle {\mathcal {L}}(\phi )={\frac {1}{2}}(\partial _{t}\phi )^{2}-{\frac {1}{2}}(\partial _{x}\phi )^{2}-{\frac {1}{2}}m^{2}\phi ^{2}-V(\phi ),}
où V(φ) est un terme potentiel, souvent considéré comme un polynôme ou un monôme de degré 3 ou plus. L'action fonctionnelle est
{\displaystyle S(\phi )=\int {\mathcal {L}}(\phi )dxdt=\int L(\phi ,\partial _{t}\phi )dt} .
L'élan canonique obtenu via la transformation de Legendre à l'aide de l'action L est {\displaystyle \pi =\partial _{t}\phi }, et l'hamiltonien classique se révèle être
{\displaystyle H(\phi ,\pi )=\int dx\left[{\frac {1}{2}}\pi ^{2}+{\frac {1}{2}}(\partial _{x}\phi )^{2}+{\frac {1}{2}}m^{2}\phi ^{2}+V(\phi )\right].}
La quantification canonique traite les variables {\displaystyle \phi (x)} et {\displaystyle \pi (x)} comme opérateurs avec des relations de commutation canoniques au temps t = 0, donné par
{\displaystyle [\phi (x),\phi (y)]=0,\ \ [\pi (x),\pi (y)]=0,\ \ [\phi (x),\pi (y)]=i\hbar \delta (x-y).}
Opérateurs construits à partir de {\displaystyle \phi } et {\displaystyle \pi } peut alors être formellement définie à d'autres moments via l'évolution temporelle générée par l'hamiltonien:
{\displaystyle {\mathcal {O}}(t)=e^{itH}{\mathcal {O}}e^{-itH}.}
Cependant, puisque φ et π ne commutent plus, cette expression est ambiguë au niveau quantique. Le problème est de construire une représentation des opérateurs pertinents {\displaystyle {\mathcal {O}}} sur un espace Hilbert {\displaystyle {\mathcal {H}}} et de construire un opérateur H positif comme opérateur quantique sur cet espace de Hilbert de manière à donner cette évolution pour les opérateurs {\displaystyle {\mathcal {O}}} comme indiqué par l'équation précédente, et pour montrer que {\displaystyle {\mathcal {H}}} contient un état de vide {\displaystyle |0\rangle } sur lequel H a une valeur propre nulle. En pratique, cette construction est un problème difficile pour les théories des champs en interaction, et n'a été complètement résolue que dans quelques cas simples via les méthodes de la théorie quantique constructive des champs. Beaucoup de ces problèmes peuvent être contournés en utilisant l'intégrale de Feynman comme décrit pour un V(φ) dans l'article sur la théorie des champs scalaires.
Dans le cas d'un champ libre, avec V(φ) = 0, la procédure de quantification est relativement simple. Il est pratique de transformer les champs de Fourier, de sorte que
{\displaystyle \phi _{k}=\int \phi (x)e^{-ikx}dx,\ \ \pi _{k}=\int \pi (x)e^{-ikx}dx.}
La réalité des champs implique que
{\displaystyle \phi _{-k}=\phi _{k}^{\dagger },~~~\pi _{-k}=\pi _{k}^{\dagger }} .
L'hamiltonien classique peut être développé en modes de Fourier comme
{\displaystyle H={\frac {1}{2}}\sum _{k=-\infty }^{\infty }\left[\pi _{k}\pi _{k}^{\dagger }+\omega _{k}^{2}\phi _{k}\phi _{k}^{\dagger }\right],}
où {\displaystyle \omega _{k}={\sqrt {k^{2}+m^{2}}}} .
Cet hamiltonien est donc reconnaissable comme une somme infinie d'excitations d'oscillateur en mode normal classique φk, dont chacune est quantifiée de manière standard, de sorte que l'hamiltonien quantique libre semble identique. Ce sont les φk s qui sont devenus des opérateurs obéissant aux relations de commutation standard, [ φk, πk † ] = [ φk †, πk ] = iħ, tous les autres disparaissant. L'espace de Hilbert collectif de tous ces oscillateurs est ainsi construit à l'aide d'opérateurs de création et d'annihilation construits à partir de ces modes,
{\displaystyle a_{k}={\frac {1}{\sqrt {2\hbar \omega _{k}}}}\left(\omega _{k}\phi _{k}+i\pi _{k}\right),\ \ a_{k}^{\dagger }={\frac {1}{\sqrt {2\hbar \omega _{k}}}}\left(\omega _{k}\phi _{k}^{\dagger }-i\pi _{k}^{\dagger }\right),}
pour lequel [ ak, ak † ] = 1 pour tout k, tous les autres commutateurs s'annulant.
Le vide {\displaystyle |0\rangle } est considéré comme annihilé par tous les ak, et {\displaystyle {\mathcal {H}}} est l'espace de Hilbert construit en appliquant n'importe quelle combinaison de la collection infinie d'opérateurs de création ak † à {\displaystyle |0\rangle }. Cet espace de Hilbert est appelé espace Fock. Pour chaque k, cette construction est identique à un oscillateur harmonique quantique. Le champ quantique est un tableau infini d'oscillateurs quantiques. L’hamiltonien quantique équivaut alors à
{\displaystyle H=\sum _{k=-\infty }^{\infty }\hbar \omega _{k}a_{k}^{\dagger }a_{k}=\sum _{k=-\infty }^{\infty }\hbar \omega _{k}N_{k}} ,
où Nk peut être interprété comme l'opérateur numérique donnant le nombre de particules dans un état d'impulsion k.
Cet hamiltonien diffère de l'expression précédente par la soustraction de l'énergie du point zéro ħωk/2 de chaque oscillateur harmonique. Ceci satisfait à la condition que H doit annihiler le vide, sans affecter l'évolution temporelle des opérateurs via l'opération d'exponentiation ci-dessus. Cette soustraction de l'énergie du point zéro peut être considérée comme une résolution de l'ambiguïté d'ordre des opérateurs quantiques, puisqu'elle équivaut à exiger que tous les opérateurs de création apparaissent à gauche des opérateurs d'annihilation dans le développement de l'hamiltonien. Cette procédure est connue sous le nom de commande par mèche ou commande normale .

#### Autres champs
Tous les autres champs peuvent être quantifiés par une généralisation de cette procédure. Les champs vectoriels ou tensoriels ont simplement plus de composants, et des opérateurs de création et de destruction indépendants doivent être introduits pour chaque composant indépendant. Si un champ a une symétrie interne, alors des opérateurs de création et de destruction doivent également être introduits pour chaque composante du champ liée à cette symétrie. S'il y a une symétrie de jauge, alors le nombre de composants indépendants du champ doit être soigneusement analysé pour éviter de sur-compter les configurations équivalentes, et une fixation de jauge peut être appliquée si nécessaire.
Il s'avère que les relations de commutation ne sont utiles que pour quantifier les bosons, pour lesquels le nombre d'occupations de tout état est illimité. Pour quantifier les fermions, qui satisfont au principe d'exclusion de Pauli, des anti-commutateurs sont nécessaires. Celles-ci sont définies par {A,B} = AB+BA .
Lors de la quantification des fermions, les champs sont développés dans les opérateurs de création et d'annihilation, θk †, θk, qui satisfont
{\displaystyle \{\theta _{k},\theta _{l}^{\dagger }\}=\delta _{kl},\ \ \{\theta _{k},\theta _{l}\}=0,\ \ \{\theta _{k}^{\dagger },\theta _{l}^{\dagger }\}=0.}
Les états sont construits sur un vide | 0> annihilé par le θk, et l'espace de Fock est construit en appliquant tous les produits des opérateurs de création θk † à | 0>. Le principe d'exclusion de Pauli est satisfait, car {\displaystyle (\theta _{k}^{\dagger })^{2}|0\rangle =0}, en vertu des relations anti-commutation.

### Condensats
La construction des états de champ scalaire ci-dessus supposait que le potentiel était minimisé à φ = 0, de sorte que le vide minimisant l'hamiltonien satisfait 〈 φ 〉 = 0, indiquant que la valeur d'espérance de vide (VEV) du champ est nulle. Dans les cas de rupture de symétrie spontanée, il est possible d'avoir un VEV non nul, car le potentiel est minimisé pour une valeur φ = v . Cela se produit par exemple, si V(φ) = gφ4 − 2m2φ2 avec g > 0 et m 2 > 0, pour lequel l'énergie minimale se trouve à v = ±m/√g . La valeur de v dans l'un de ces vides peut être considérée comme un condensat du champ φ . Une quantification canonique peut alors être effectuée pour le champ décalé φ(x,t)−v, et les états des particules par rapport au vide décalé sont définis en quantifiant le champ décalé. Cette construction est utilisée dans le mécanisme de Higgs dans le modèle standard de la physique des particules .

## Quantification mathématique

### Quantification de la déformation
La théorie classique est décrite en utilisant une foliation spatiale de l'espace - temps avec l'état à chaque tranche étant décrit par un élément d'une variété symplectique avec l'évolution temporelle donnée par le symplectomorphisme généré par une fonction hamiltonienne sur la variété symplectique. L'algèbre quantique des «opérateurs» est une déformation ħ de l'algèbre des fonctions lisses sur l'espace symplectique telle que le terme dominant dans le développement de Taylor sur ħ du commutateur [A, B] exprimé dans la formulation de l'espace des phases est iħ{A, B} . (Ici, les accolades indiquent le crochet de Poisson . Les termes de sous-lecture sont tous codés dans le crochet Moyal, la déformation quantique appropriée du crochet de Poisson. ) En général, pour les quantités (observables) impliquées, et en fournissant les arguments de telles parenthèses, les ħ -déformations sont hautement non uniques - la quantification est un «art», et est spécifiée par le contexte physique. (Deux systèmes quantiques différents peuvent représenter deux déformations différentes, inéquivalentes, de la même limite classique, ħ → 0.)
Maintenant, on cherche des représentations unitaires de cette algèbre quantique. En ce qui concerne une telle représentation unitaire, un symplectomorphisme dans la théorie classique se déformerait maintenant en une transformation unitaire (métaplectique). En particulier, le symplectomorphisme d'évolution temporelle généré par l'hamiltonien classique se déforme en une transformation unitaire générée par l'hamiltonien quantique correspondant.
Une autre généralisation est de considérer une variété de Poisson au lieu d'un espace symplectique pour la théorie classique et d'effectuer une ħ- déformation de l'algèbre de Poisson correspondante ou même des supermanifolds de Poisson.

### Quantification géométrique
Contrairement à la théorie de la quantification de la déformation décrite ci-dessus, la quantification géométrique cherche à construire un espace de Hilbert réel et des opérateurs sur celui-ci. En commençant par une variété symplectique {\displaystyle M}, on construit d'abord un espace de Hilbert pré-quantique constitué de l'espace de sections carrées intégrables d'un faisceau de lignes approprié sur {\displaystyle M} . Sur cet espace, on peut mapper toutes les observables classiques à des opérateurs sur l'espace de Hilbert pré-quantique, le commutateur correspondant exactement au crochet de Poisson. Cependant, l'espace de Hilbert pré-quantique est clairement trop grand pour décrire la quantification de {\displaystyle M} .
On procède alors en choisissant une polarisation, c'est-à-dire (grosso modo) un choix de {\displaystyle n} variables sur le {\displaystyle 2n} -espace de phase dimensionnel. L'espace quantique de Hilbert est alors l'espace des sections qui ne dépendent que du nombre {\displaystyle n} de variables choisies, en ce sens qu'elles sont constantes de manière covariante dans l'autre {\displaystyle n} directions. Si les variables choisies sont réelles, nous obtenons quelque chose comme l'espace traditionnel de Schrödinger Hilbert. Si les variables choisies sont complexes, nous obtenons quelque chose comme l' espace de Segal – Bargmann .

## Voir également
- Principe de correspondance
- Opérateurs de création et d'annihilation
- Crochet de Poisson
- Crochet de Dirac
- Crochet de Moyal
- Formulation de l'espace de phase (de la mécanique quantique)
- Quantification géométrique